# إريك لوجيرياس
التحق إيريك لوجيرياس بمدرسة سان بول الثانوية في اونغوليم في القسم الأدبي وحصل على البكالوريا مع مرتبة الشرف في عام 1981. تلقى في سيونس بوردوبو، وأمضى عامًا في ياب قبل أن ينضم إلى المعهد الموسيقي في بوردو. درس لمدة عامين في فصل الدراما المهنية.
1. ↑  Babelio | Eric Laugérias (بالفرنسية), QID:Q2877812